# Хаттон, Рональд
Рональд Эдмунд Хаттон (англ. Ronald Edmund Hutton, род. 19 декабря 1953, Ути, Мадрас) — британский историк, специалист по истории Британии раннего Нового времени, британского фольклора, дохристианской религии и неоязычества. Профессор Бристольского университета. Стипендиат Магдаленского колледжа Оксфордского университета, комиссар Английского наследия.

## Биография
Родился в индийском городе Утакаманд, в английской семье среднего класса, впоследствии вернулся в Англию, посещал школу в Илфорде и заинтересовался археологией. До 1976 года принимал участие в ряде раскопок и совершил поездку по гробницам страны. В конечном итоге решил изучать историю в Пемброк-колледже Кембриджского университета, а затем в Магдаленском колледже Оксфордского университеиа, после чего стал профессором истории в Бристольском университете в 1981 году. Сосредоточившись на истории Британии раннего Нового времени, опубликовал три книги по этой теме в течение десятилетия: «Военные усилия роялистов» (1981), «Реставрация» (1985) и «Карл II» (1989).
В течение 1990-х выпустил ряд книг, посвященных историческому язычеству, фольклору и неоязычеству в Британии: «Языческие религии древних Британских островов: их сущность и наследие» (1991), «Восход и закат старой доброй Англии» (1994), «Солнечные станции» (1996) и «Торжество луны: история современного языческого колдовства» (1999), последняя из которых считается основополагающим текстом в исследованиях неоязычества. В следующее десятилетие он перешёл к другим темам, опубликовав книгу о сибирском шаманизме в западном восприятии, «Шаманы: сибирская духовность и западное воображение» (2001), сборник сочинений о фольклоре и язычестве, «Ведьмы, друиды и король Артур» (2003), а затем две книги о роли друидов в британском воображении, «Друиды» (2007) и «Кровь и омела» (2009).

## Научные труды
- Charles the Second, King of England, Scotland and Ireland, 1989.
- The Pagan Religions of the Ancient British Isles: Their Nature and Legacy, 1993.
- The British Republic 1649-1660, 2000.
- The Rise and Fall of Merry England: The Ritual Year, 1400-1700, 2001.
- The Stations of the Sun: A History of the Ritual Year in Britain, 1996.
- The Triumph of the Moon: A History of Modern Pagan Witchcraft, 2001.
- Shamans: Siberian Spirituality and the Western Imagination, 2001.
- Witches, Druids and King Arthur, 2003.
- Debates in Stuart History, 2004.
- The Druids: A History, 2007.